# Saint Piran
Saint Piran was een Britse wielerploeg opgericht in 2018. Vanaf 2021 had de ploeg een continentale status.

## Geschiedenis
Naast de "hoofdmacht" kende de ploeg ook een vrouwenafdeling en een opleidingsploeg, Uskis Saint Piran Development Team. Beide werden opgericht in 2021. Door de UCI werd de ploeg eind 2024 opgeheven wegens controverses met de fietsen die door de ploeg werden gebruikt. Alle afdelingen van de ploeg hielden op te bestaan.
Enkele bekende oud-renners van 2024 zijn Rhys Britton, Matthew Gibson, Alexandre Mayer, Alexandar Richardson, Charlie en Harry Tanfield, William Tidball en Oliver Wood. In 2022 en 2023 reed Jack Rootkin-Gray bij de ploeg.

## Overwinningen
2021
Grote Prijs van de Somme: Tom Mazzone
2022
Grand Prix de la ville de Nogent-sur-Oise: Alexandar Richardson
2023
Ringerike GP: Jack Rootkin-Gray
3e etappe Ronde van de Oise: William Tidball
2024
4e etappe Ronde van Griekenland: Dylan Hicks
4e etappe Ronde van Japan: Joshua Ludman

### Nationale kampioenschappen
2023
 Nationaal kampioen tijdrijden, beloften: Josh Charlton